# IC 5024
IC 5024 ist eine Balken-Spiralgalaxie vom Hubble-Typ SBbc im Sternbild Pfau am Südsternhimmel. Sie ist schätzungsweise 164 Millionen Lichtjahre von der Milchstraße entfernt und hat einen Durchmesser von etwa 45.000 Lichtjahren.
Das Objekt wurde am 26. September 1900 vom US-amerikanischen Astronomen DeLisle Stewart entdeckt.